# Abbott i Costello spotykają niewidzialnego człowieka
Abbott i Costello spotykają niewidzialnego człowieka (ang. Abbott and Costello Meet the Invisible Man) – amerykański film komediowy z 1951 roku. Film jest parodią horroru Niewidzialny człowiek zrealizowanego w 1933 roku na podstawie powieści Herberta George’a Wellsa. W rolach głównych wystąpił popularny w tym okresie duet aktorski Abbott i Costello.

## Fabuła
Zawodowy bokser Tommy Nelson jest podejrzany o zabójstwo. Para wynajętych detektywów Bud i Lou, prowadzą śledztwo, które ma udowodnić niewinność ich klienta. W czasie dochodzenia odkryta zostaje formuła niewidzialności, która zostaje wstrzyknięta Tommy'emu...

## Główne role
- Bud Abbott – Bud Alexander
- Lou Costello – Lou Francis
- Arthur Franz – Tommy Nelson
- William Frawley – Det. Roberts
- Adele Jergens – Boots Marsden
- Sheldon Leonard – Morgan
- Gavin Muir – Dr. Philip Gray
- Paul Maxey – Dr. Turner
- Nancy Guild – Helen Gray